# إيما برويلز
إيما لي برويلز (من مواليد 25 يوليو 2001) حاملة لقب ملكة جمال بعدما توجب بمسابقة ملكة جمال ألاسكا 2021 وملكة جمال أمريكا 2022 الذكرى المئوية لتأسيس مسابقة ملكة جمال أمريكا في 16 ديسمبر 2021، وتعتبر أول ملكة جمال من ولاية ألاسكا تتوج كسابقة ملكة جمال أمريكا، وأيضًا أول حاملة لقب من خارج الولايات المتحدة منذ أنجيلا بيريز باراكيو من هاواي في ملكة جمال أمريكا 2001.